# Vesicularia sphaerocarpa
Vesicularia sphaerocarpa là một loài Rêu trong họ Hypnaceae. Loài này được (A. Jaeger) Broth. mô tả khoa học đầu tiên năm 1908.